# MLB All-Star Game 1964
MLB All-Star Game 1964 – 35. Mecz Gwiazd ligi MLB, który rozegrano 7 lipca 1964 roku na stadionie Shea Stadium w Nowym Jorku. Mecz zakończył się zwycięstwem National League All-Stars 7–4. Spotkanie obejrzało 50 850 widzów. Najbardziej wartościowym zawodnikiem wybrany został Johnny Callison z Philadelphia Phillies, który jako pinch hitter w drugiej połowie dziewiątej zmiany przy stanie 4–4, zdobył trzypunktowego, zwycięskiego home runa.

## Wyjściowe składy
| American League | American League  | American League | American League | National League | National League  | National League | National League |
| #               | Zawodnik         | Klub            | Pozycja         | #               | Zawodnik         | Klub            | Pozycja         |
| --------------- | ---------------- | --------------- | --------------- | --------------- | ---------------- | --------------- | --------------- |
| 1               | Jim Fregosi      | Angels          | SS              | 1               | Roberto Clemente | Pirates         | RF              |
| 2               | Tony Oliva       | Twins           | RF              | 2               | Dick Groat       | Cardinals       | SS              |
| 3               | Mickey Mantle    | Yankees         | CF              | 3               | Billy Williams   | Cubs            | LF              |
| 4               | Harmon Killebrew | Twins           | LF              | 4               | Willie Mays      | Giants          | CF              |
| 5               | Bob Allison      | Twins           | 1B              | 5               | Orlando Cepeda   | Giants          | 1B              |
| 6               | Brooks Robinson  | Orioles         | 3B              | 6               | Ken Boyer        | Cardinals       | 3B              |
| 7               | Bobby Richardson | Yankees         | 2B              | 7               | Joe Torre        | Braves          | C               |
| 8               | Elston Howard    | Yankees         | C               | 8               | Ron Hunt         | Mets            | 2B              |
| 9               | Dean Chance      | Angels          | P               | 9               | Don Drysdale     | Dodgers         | P               |

| American League | 1 | 0 | 0 | 0 | 0 | 2 | 1 | 0 | 0 | 4 | 9 | 1 |
| National League | 0 | 0 | 0 | 2 | 1 | 0 | 0 | 0 | 4 | 7 | 8 | 0 |
| WP: Juan Marichal (1–0) LP: Dick Radatz (0–1) Home runy: NL: Billy Williams (1), Ken Boyer (1), Johnny Callison (1) |   |   |   |   |   |   |   |   |   |   |   |   |

## Składy
| Miotacze - Jim Bunning (8) - Don Drysdale (6) - Dick Ellsworth (1) - Turk Farrell (4) - Sandy Koufax (5) - Juan Marichal (4) - Chris Short (1) Łapacze - Smoky Burgess (9) - Johnny Edwards (2) - Joe Torre (2) |  | Wewnątrzpolowi - Ken Boyer (11) - Leo Cárdenas (1) - Orlando Cepeda (10) - Dick Groat (8) - Ron Hunt (1) - Bill Mazeroski (9) - Ron Santo (2) - Bill White (8) Zapolowi - Hank Aaron (14) - Johnny Callison (3) - Roberto Clemente (8) - Curt Flood (1) - Willie Mays (15) - Willie Stargell (1) - Billy Williams (2) |  | Menadżer - Walter Alston Trenerzy - Fred Hutchinson - Casey Stengel |

| Miotacze - Dean Chance (1) - Whitey Ford (10) - Jack Kralick (1) - Camilo Pascual (7) - Gary Peters (1) - Juan Pizarro (2) - Dick Radatz (2) - John Wyatt (1) Łapacze - Bill Freehan (1) - Elston Howard (11) |  | Wewnątrzpolowi - Bob Allison (3) - Luis Aparicio (10) - Eddie Bressoud (1) - Jim Fregosi (1) - Jerry Lumpe (1) - Frank Malzone (8) - Joe Pepitone (2) - Bobby Richardson (6) - Brooks Robinson (8) - Norm Siebern (4) Zapolowi - Rocky Colavito (7) - Jimmie Hall (1) - Chuck Hinton (1) - Al Kaline (13) - Harmon Killebrew (6) - Mickey Mantle (17) - Tony Oliva (1) |  | Menadżer - Al Lopez Trenerzy - Tony Cuccinello - Gil Hodges |

- W nawiasie podano liczbę powołań do All-Star Game.